# La tierra
La tierra é uma telenovela mexicana, produzida pela Televisa e exibida em 1974 pelo El Canal de las Estrellas.

## Elenco
- Ernesto Alonso - Don Antonio
- Rita Macedo - Doña Consuelo
- Claudia Islas - Lucía
- Enrique Lizalde - Álvaro
- Jorge Luke - Hilario
- Héctor Sáez - Padre Juan
- José Alonso - Alberto
- Lucía Méndez - Olivia
- Carmen Montejo - Cordelia
- Raquel Olmedo - Raymunda
- Irma Serrano - Martina
- Norma Lazareno - Gabriela
- Aarón Hernán - Nacho
- Rebeca Silva - Blanca
- Martha Zavaleta - Petra
- Eric del Castillo - Estrada
- Ricardo Mondragón - Don Lupe
- Roberto Antúnez - Marianito
- José Antonio Ferral - Marcelo
- Alfonso Meza - Alfonso
- Arsenio Campos - Carlos
- Gustavo Rojo
- José Chávez Trowe - Reyes
- Noé Murayama - Fernando
- Kiki Herrera Calles - Rosaura
- Oscar Morelli - Ornelas
- Raúl Mena - Jacinto
- Armando Acosta - Odilón
- Carlos Agostí - Rafael
- Guillermo Zarur - Don Fermín
- Miguel Manzano
- Florinda Meza
- César Bono
- Pedro Regueiro
- Victorio Blanco
- Ponciano del Castillo